# Перес, Венсан
Венсан Перес (фр. Vincent Pérez, род. 10 июня 1964) — швейцарский актёр, режиссёр.
Номинант на премии Берлинского и Каннского кинофестивалей, а также трехкратный номинант на премию «Сезар».

## Биография
Венсан Перес родился 10 июня 1964 года в Лозанне в семье испанца и немки. В юности мечтал стать скульптором, художником или фотографом, но в итоге в возрасте 18 лет уехал во Францию, где учился на актёрском факультете Высшей национальной консерватории драматического искусства, а затем был принят в труппу театра Амандье в Нантере. Ещё будучи студентом Перес дебютировал в кино в картине «Страж ночи» (1986). Затем в 1988 году последовал дуэт с Жаклин Биссет в драме «Нефритовый дом».
Перес быстро добился популярности во Франции. В 1990—1993 годах он выпустил ряд фильмов, где играл в амплуа романтического возлюбленного в паре с ведущими французскими актрисами — так, его партнершами становились Эммануэль Беар в «Путешествии капитана Фракасса», Катрин Денёв в «Индокитае», Софи Марсо в мелодраме «Аромат любви Фанфан», Изабель Аджани в драме «Королева Марго». Не обошли его вниманием и критики — в 1991 году Перес был номинирован на премию «Сезар» за роль в фильме «Сирано де Бержерак», а в 1992 году получил премию Жана Габена.
Мировая известность пришла к нему после того, как в 1995 году актёр принял участие в фильме «За облаками», снятом Микеланджело Антониони совместно с Вимом Вендерсом, а затем — появился в мистическом триллере «Ворон 2: Город Ангелов». В 1996 году он побывал в России, сыграв главную роль в мафиозном фильме Павла Лунгина «Линия жизни».
В 2000 году Перес исполнил главную роль в фильме «Распутник», в 2003 году — в комедии Жерара Кравчика «Фанфан-тюльпан» с участием Пенелопы Крус (продюсером и автором сценария последней картины выступил Люк Бессон). В том же году вместе с Софи Марсо сыграл в романтической комедии «Я остаюсь!». В 2007 году его можно было увидеть в российском боевике «Код апокалипсиса», партнёршей по фильму стала Анастасия Заворотнюк. В 2013 году вышла романтическая комедия «(Не)жданный принц» с Венсаном Пересом в главной роли. В 2014 году он сыграл в фильме «Кухня в Париже» — полнометражной картине, ставшей продолжением трёх сезонов телесериала «Кухня». Перес приезжал в Москву специально на премьеру фильма. А в 2017 году он приехал в Москву, чтобы представить психологический триллер Романа Полански «Основано на реальных событиях».

## Семья
18 декабря 1998 года Венсан Перес официально зарегистрировал свои отношения с бывшей сенегальской моделью Карин Силла. 2 мая 1999 года у них родился первый общий ребёнок — дочь Иман. В 2004 году близнецы Пабло и Тесс. Сейчас супруги воспитывают четырёх детей: Иман, Пабло, Тесс и Роксану (дочь Карин Силла от актёра Жерара Депардьё).

## Фильмография
Кино
| Год  | На русском                         | На языке оригинала                   | Роль                                                                     |
| ---- | ---------------------------------- | ------------------------------------ | ------------------------------------------------------------------------ |
| 1986 | Страж ночи                         | Gardien de la nuit                   | Арман                                                                    |
| 1987 | Отель „Франция“                    | Hôtel de France                      | Серж                                                                     |
| 1988 | Нефритовый дом                     | La Maison de jade                    | Бернар Грец                                                              |
| 1990 | Путешествие капитана Фракасса      | Il Viaggio di Capitan Fracassa       | Барон де Сигоньяк                                                        |
| 1990 | Сирано де Бержерак                 | Cyrano de Bergerac                   | Кристиан де Новилет                                                      |
| 1991 | Снег и пламя                       | La Neige et le feu                   | Жак Сенешаль                                                             |
| 1993 | Аромат любви Фанфан                | Fanfan                               | Александр                                                                |
| 1992 | Индокитай                          | Indochine                            | Жан-Батист                                                               |
| 1994 | Королева Марго                     | La Reine Margot                      | Ла Моль                                                                  |
| 1995 | За облаками                        | Al di là delle nuvole                | Никколо                                                                  |
| 1996 | Ворон 2: Город Ангелов             | The Crow: City of Angels             | Эш Корвен                                                                |
| 1996 | Линия жизни                        | Ligne de vie                         | Филипп                                                                   |
| 1997 | К бою                              | Le Bossu                             | Герцог Неверский                                                         |
| 1997 | Унесённый морем                    | Swept from the Sea                   | Янко Гурал                                                               |
| 1998 | Разговор ангелов                   | Talk of Angels                       | Франциско Аревага                                                        |
| 1998 | Наслаждение                        | The Treat                            | Пьер                                                                     |
| 1998 | Те, кто меня любит, поедут поездом | Ceux qui m’aiment prendront le train | Вивьен                                                                   |
| 1998 | Снайперы                           | Shot Through the Heart               | сербский снайпер Славко Станич                                           |
| 1999 | Обретённое время                   | Le Temps retrouvé                    | Морель                                                                   |
| 2000 | Я мечтала об Африке                | I Dreamed of Africa                  | Паоло Гальман                                                            |
| 2000 | Распутник                          | Le Libertin                          | Дени Дидро                                                               |
| 2000 | Женись на мне                      | Épouse-moi                           | Эдриен Рош                                                               |
| 2001 | Невеста ветра                      | Bride of the Wind                    | Оскар Кокошка                                                            |
| 2001 | Укусы рассвета                     | Les Morsures de l’aube               | Молодой актёр                                                            |
| 2002 | Королева проклятых                 | Queen of the Damned                  | Мариус де Романус                                                        |
| 2003 | Я остаюсь!                         | Je reste!                            | Бертран                                                                  |
| 2003 | Фанфан-Тюльпан                     | Fanfan la tulipe                     | Фанфан Тюльпан                                                           |
| 2003 | Счастье ничего не стоит            | La Felicità non costa niente         | Франческо                                                                |
| 2003 | Дежурный аптекарь                  | Le Pharmacien de garde               | Ян Лазаррек                                                              |
| 2003 | Ключи от машины                    | Les Clefs de bagnole                 |                                                                          |
| 2004 | Добро пожаловать в Швейцарию       | Bienvenue en Suisse                  | Алоис Кушпен                                                             |
| 2007 | Арн: Рыцарь-тамплиер               | Arn — Tempelriddaren                 | брат Гилберт                                                             |
| 2007 | Код Апокалипсиса                   | Код Апокалипсиса                     | Луи Девье                                                                |
| 2007 | Секрет                             | Si j'étais toi                       | режиссёр, продюсер                                                       |
| 2009 | Завтра на рассвете                 | Demain dès l’aube                    | Матьё Гибер                                                              |
| 2010 | До последнего вздоха               | Inhale                               | доктор Мартинес                                                          |
| 2010 | Брук. Легенда                      | Bruc. La llegenda                    | капитан Эрик Мараваль                                                    |
| 2011 | Неслышное касание                  | Un baiser papillon                   | адвокат Луи                                                              |
| 2012 | Мой первый раз                     | Ma premiere fois                     | приемный отец Сары                                                       |
| 2013 | (Не)жданный принц                  | Un prince (presque) charmant         | холостяк Жан-Марк                                                        |
| 2013 | Кухня в Париже                     | Кухня в Париже                       | Николя Дюпон, ухажёр Вики, начальник службы протокола Президента Франции |
| 2018 | Ван Гог. На пороге вечности        | At Eternity’s Gate                   | The Director                                                             |
| 2018 | Дамы в чёрном                      | Ladies in Black                      | Стефан                                                                   |
| 2019 | Аэронавты                          | The Aeronauts                        | Пьер Рене                                                                |
| 2019 | Офицер и шпион                     | J’accuse                             | мэтр Леблуа, адвокат, зять Пикара                                        |
| 2023 | Первая дуэль                       | Une affaire d'honneur                | полковник Бершер                                                         |

Телефильмы
| Год  | На русском                         | На языке оригинала                    | Роль       |
| ---- | ---------------------------------- | ------------------------------------- | ---------- |
| 2006 | Жанна Пуассон, маркиза де Помпадур | Jeanne Poisson, marquise de Pompadour | Людовик XV |